# Spheciospongia ruetzleri
Spheciospongia ruetzleri är en svampdjursart som beskrevs av Carballo, Cruz-Barraza och Gomez 2004. Spheciospongia ruetzleri ingår i släktet Spheciospongia och familjen borrsvampar. Inga underarter finns listade i Catalogue of Life.